# Mettā
Mettā (Páli: मेत्ता em Devanagari)ou maitrī (Sânscrito: मैत्री) é benevolência, afabilidade, amizade, bondade, união mental próxima (sinergia), e interesse ativo nos outros.
É um dos dez pāramīs da Escola Teravada de Budismo e o primeiro dos quatro estados sublimes (Brahmavihāras). Este é o amor sem apego (upādāna).